# Aşağıkocayatak, Serik
Aşağıkocayatak là một xã thuộc huyện Serik, tỉnh Antalya, Thổ Nhĩ Kỳ. Dân số thời điểm năm 2011 là 1.226 người.